# SEA (기업)
에스이에이(S.E.A)는 대한민국의 태양광 및 반도체 패키징 산업용 제조 기업이다.

## 제품
- 태양광 실리콘 전지(TOPCon, PERC, HIT 등) 및 박막형 태양전지용 습식 장비[2]
- 반도체 유리기판 패키징 장비
- PCB 및 FPD(LCD) 도금 장비

## 역사
- 2024년 벤처캐피털(VC) 등으로부터 총 420억 원을 투자받았다.[3]
- 2025년 공동 주관사를 한국투자증권과 키움증권으로 2026년 증시 상장을 목표로 상장을 준비중이다.[4]